# Carnota

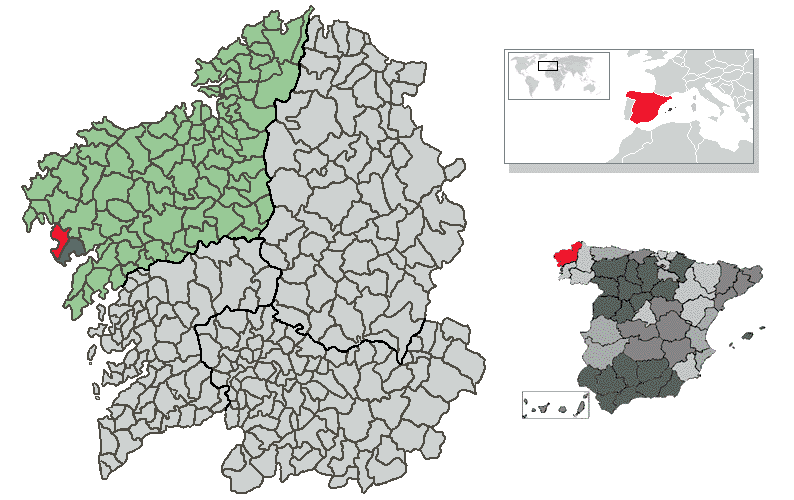
Localisation de Carnota

Carnota est une commune côtière située dans la zone sud-ouest de la province de La Corogne en Galice (Espagne), qui appartient à la comarque de Muros et qui est formée par les paroisses de San Clemente de O Pindo, San Martiño de Lariño, Santa María de Lira, San Mamede de Carnota et Santa Columba de Carnota.

## Situation
La municipalité de Carnota est limitrophe des mairies de Dumbría (au nord), Mazaricos (au nord-est) et Muros (au sud); et avec l'océan Atlantique à l'ouest. Son nom pourrait venir du mot préceltique Carn ('pierre').

## Climat
Carnota est sous l'influence du climat atlantique européen et par conséquent, est océanique et humide, caractérisé par la présence d'abondantes pluies presque toute l'année, peu d'oscillation thermique et nombreuses tempêtes en hiver. Précipitations abondantes entre 1500 et 2 000 mm. annuels avec une moyenne de 1 650 mm et des températures douces avec une moyenne de 16,2 °C.

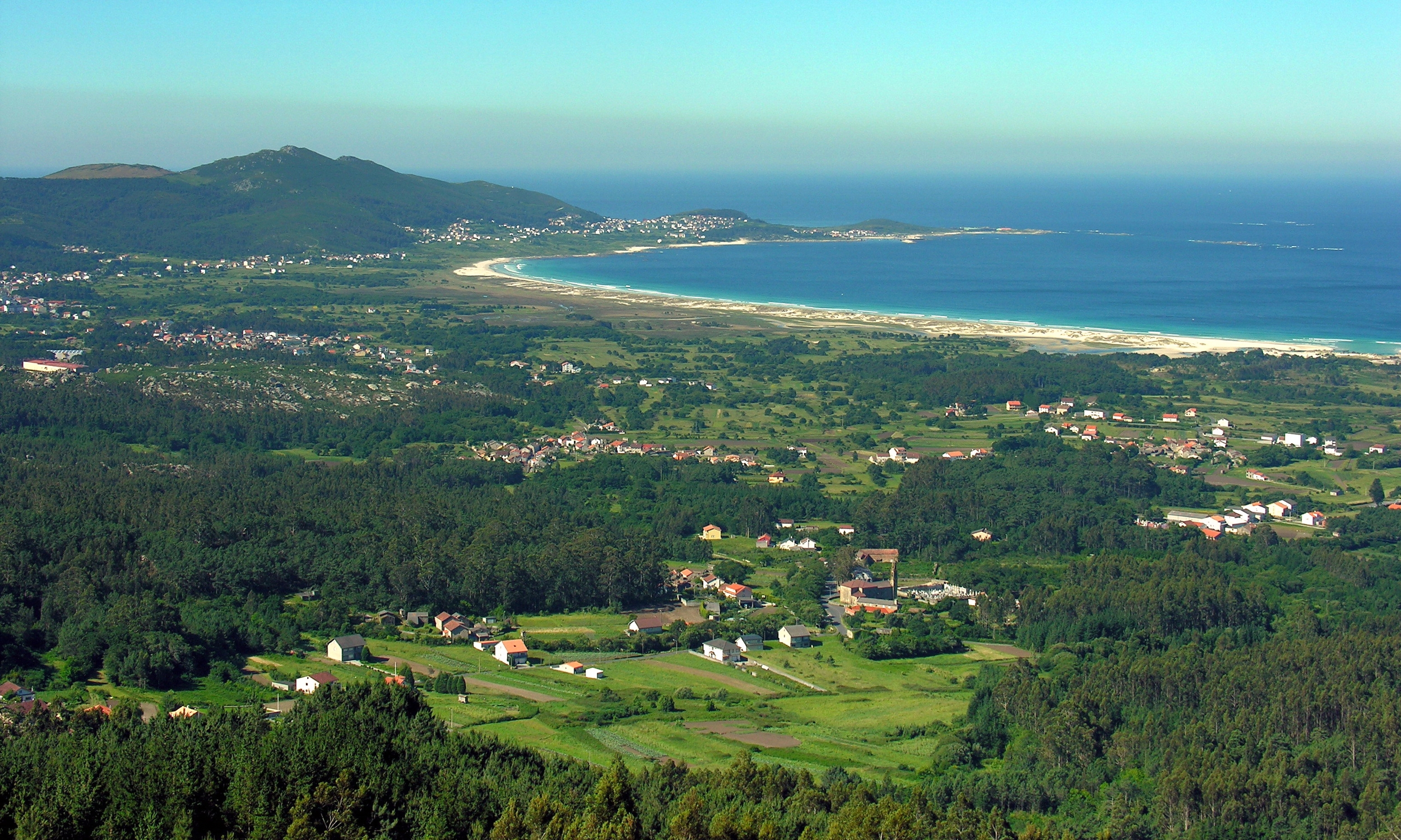
Plage de Carnota. On voit Lira dans la péninsule, et Carnota, la capitale, est à gauche.

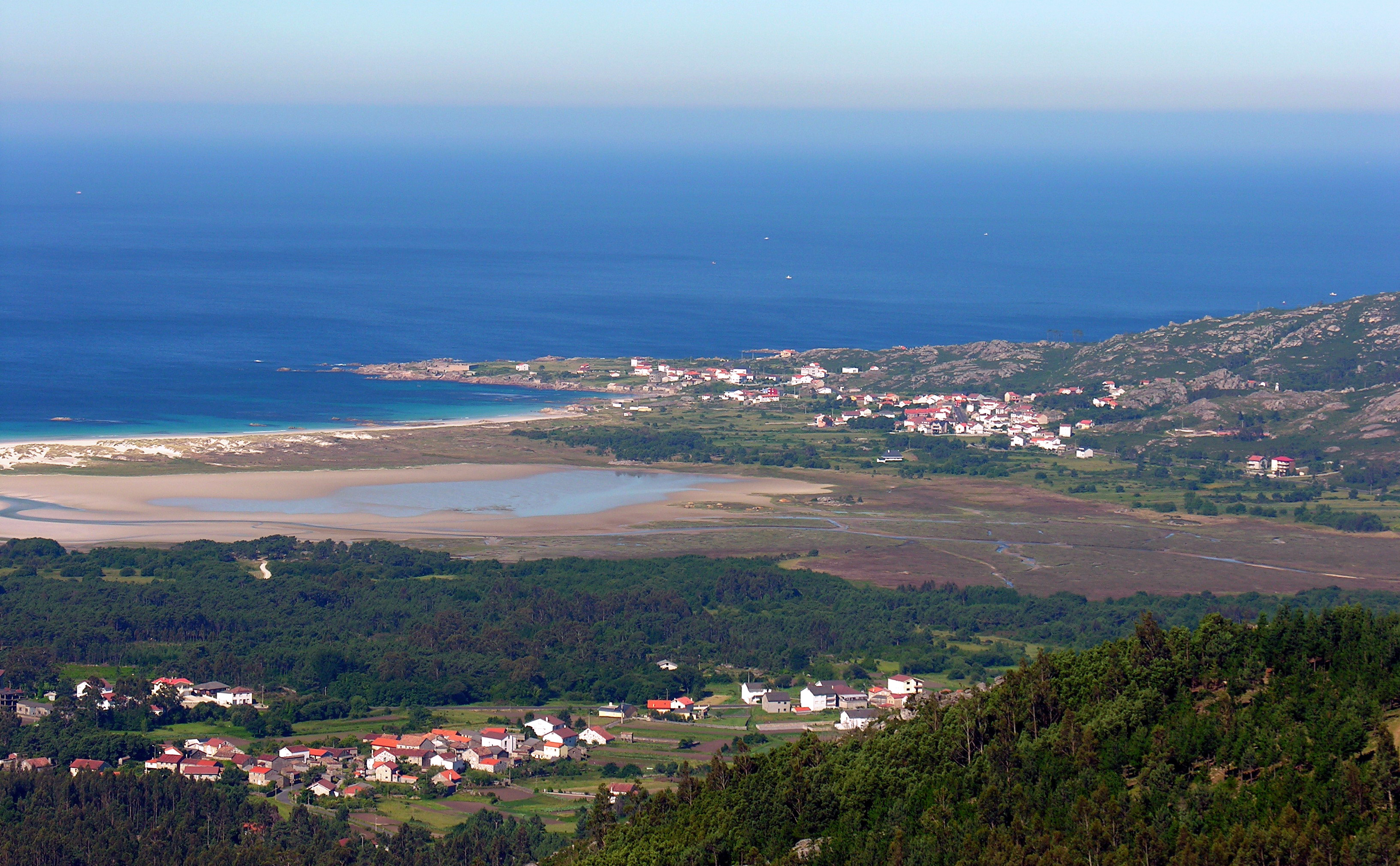
Plage de Carnota. On voit Parada au premier plan, après, Boca de Río et Caldebarcos au fond.

## Géographie
Le relief se lève vers l'intérieur, au nord de Carnota, où l'on trouve des monts, en arrivant aux 503 m. dans le lieu d'Adraño. Au sud prédominent les plages. La plage de Carnota passe, avec ses sept kilomètres, pour être la plage la plus longue de la Galice. Une partie de cet espace naturel est protégée dans la Rede Natura 2000 et a des dunes mobiles, demi-mobiles et fixes.

## Économie
Son économie est caractérisée par un bas déroulement global, avec une claire prédominance de l'activité de la pêche, un grand degré d'émigration dans le passé et même dans le présent et la faiblesse dans les secteurs industriel et touristique. Les nouveaux développements en pêche non-extractive, la croissance du profit de l'énergie éolienne et le tourisme rural, encore dans ses débuts pourraient changer cette situation dans le futur.

## Tourisme

### Hórreos ou"cabaceiras".
Carnota est connue surtout par les hórreos (ou cabaceiras) de Carnota et Lira (Galice) (en Espagne, déclarés monument national). À Carnota se trouve le plus grand hórreo d'Espagne, de presque 35 m de longueur.

### Églises
L'église de Carnota (Santa Columba) est baroque, elle a forme de croix latine et trois nefs longitudinales. Celle de San Mamede est néoclassique et a un retable du XVIIIe siècle, œuvre du sculpteur J. Ferreiro.

### Espaces naturels
Ses espaces naturels sont d'intérêt élevé : le Monte Pindo, l'embouchure du fleuve Xallas, la plage et les marais de Carnota, les îles Lobeiras.
- Les plages La plage la plus grande est celle de Carnota avec ses plus de 6 km. de longueur et des dunes de sable qui forment à l'intérieur un petit marais, mais qui entre l'automne et l'hiver accueillent des colonies des différents oiseaux aquatiques. Ces dunes sont le produit de l'insistant vent du nord-ouest.

De nombreuses plages de sable et zones de côte rocheuse couvrent son littoral: San Pedro, Quilmas, Pedrullo, Corna Becerra, Area Blanca, Porto Negro, Caldebarcos, Carnota, Mar de Lira, Cons, Xaxebe, Porto Cubelo, Tras Punta, Portoancho, Gavota, Porto da Barca, Ximprón, Ardeleiro, Susiños, Suresco, Porto dos Botes, Lariño et la Pointe de Caldebarcos, Punta dos Remedios, et Punta Insua (qui a un phare) pénètrent dans la mer sauvage.
En plus des précédentes, à Carnota se trouve aussi la plage d'Insua, en plus d'innombrables criques de moindre taille, comme Rego da Braña, Garamelo e Sarradela.
- Les monts La partie nord, à partir de Caldebarcos, est rocailleuse et monte vers O Pindo qui au extrême nord tombe sur la mer depuis une grande altitude. Le mont d'O Pindo s'étend entre l'embouchure du Xallas et le Valdebois. Ce massif montagneux atteint sa plus grande altitude dans le pic de la Moa (627 m.) depuis laquelle les tours de la cathédrale de Santiago peuvent être vues.

La Cruz do Santo (en français, la croix du saint) est un pic qui appartient au hameau de Pedrafigueira, situé tout près de la plage de Carnota, et dont le sommet a eu autrefois un ermitage dédicacé à San Sebastian.

## Histoire
Il existe des « mámoas » et des castro (architecture). Au Moyen Âge, Carnota a appartenu aux comtes de Trastámara et de Lemos et a fait partie de l'ancien comté de Cornatum. Avec les « Révoltes Irmandiñas » de 1497, les forteresses ont été détruites. L'emplacement du chef-lieu, Carnota, a surgi dans le XVIIe siècle. Au XIXe siècle, Carnota a été pillée par les Français.
Il y a de nombreuses légendes relationnées avec les monts, appelés « l'Olympe celte ».